# Деволи (округ)
Дево́ли (алб. Rrethi i Devollit) — один из 36 округов Албании.
Округ занимает территорию 429 км² и относится к области Корча. Административный центр — город Билишти.

## Географическое положение
Округ расположен на крайнем юго-востоке Албании и граничит с округами Колёня на юго-западе и Корча на западе и севере, а также греческими периферийными единицами Флорина и Кастория на востоке и юго-востоке.
Самая восточная точка Албании находится недалеко от пограничного перехода Капштица, лежащего на горном перевале на высоте 1048 м.
Округ Деволи находится в долине реки Деволи, берущей свой исток на юго-западе. Город Билишти лежит на высоте 900 м над уровнем моря. Со всех сторон долина Билишти окружена горами. Западную границу округа образует горная цепь Морава (высочайшая вершина Maja e Lartë — 1806 м), прямо за которой лежит город Корча.
На северо-западе река Деволи сквозь узкое ущелье попадает на равнину Корча. На северо-востоке рукав озера Микра-Преспа практически достигает долины Билишти. На юго-востоке местность, иногда даже без переходов, обрывается в ущелье реки Кор, извивающейся между гор. Эта река, впадающая в реку Альякмон, описывает по территории Албании пятикилометровую петлю. Несколько орошаемых ей квадратных километров относятся к бассейну Эгейского моря, а не Адриатического либо Ионического морей.
Благодаря многочисленным водоотводным каналам равнина Билишти стала пригодной для земледелия. Раньше во время сильных дождей и в паводок собравшаяся в долине вода попадала естественным путём через озеро Микра-Преспа в реку Деволи, а затем в Адриатическое море, теперь эта вода собирается и используется для орошения равнины Корчи.
В горах восточнее Билишти вдоль границы предполагается наличие многочисленных месторождений никеля.

## История
На территории округа около деревни Tren найдены наскальные росписи железного века, а также захоронения и украшения иллирийцев около деревни Kuç.
Часовня в пещере Blashtonja на озере Малая Преспа построена еще в XIII веке, некоторые её иконы считаются древнейшими в Албании.
Перед Второй мировой войной высокогорная долина Деволи стала самостоятельным административным округом. Во времена социализма он входил в округ Корча, но после административной реформы 1990 года вновь получил свой статус.

## Экономика и промышленность
Пограничный переход Капштица является одним из важнейших на границе с Грецией. Поэтому здесь развита сфера услуг для проезжающих туристов. В остальном округ живет за счёт сельского хозяйства.

## Административное деление
Территориально округ разделён на город Билишт и 5 общин: Hoçisht, Miras, Progër, Qënder Bilisht